# Służew metróállomás
A Służew egy metróállomás Varsóban a varsói M1-es metró vonalán.

## Szomszédos állomások
A metróállomáshoz az alábbi állomások vannak a legközelebb:
- Wilanowska (Młociny, M1-es metróvonal)
- Ursynów (Kabaty, M1-es metróvonal)

## Átszállási kapcsolatok
| M1 (Młociny ↔ Kabaty) |                         |                         |
| Állomás               | Átszállási kapcsolatok  | Fontosabb létesítmények |
| Służew                | 189, 193, 317, 401, 402 |                         |